# Heratemis longicornis
Heratemis longicornis är en stekelart som beskrevs av Charles Thomas Brues 1924. Heratemis longicornis ingår i släktet Heratemis och familjen bracksteklar. Inga underarter finns listade i Catalogue of Life.